# Євсюков Олександр Євгенович
Олекса́ндр Євге́нович Євсюко́в — старший солдат Збройних сил України.

## Життєпис
Закінчив Кримський медичний університет, дитячий лікар, проживав в Комишанах. Учасник Революції Гідності та херсонського Автомайдану. В часі війни — доброволець, санітарний інструктор, 3-й окремий батальйон «Фенікс», 79-та окрема аеромобільна бригада.
21 лютого 2015-го загинув у бою за Широкине при обстрілі терористами з танка та мінометів — розвідувальний підрозділ потрапив в засідку та добу відбивався, наступного дня було проведено операцію з деблокування групи.
Похований 24 лютого 2015-го в місті Херсон, на кладовищі Геологів, меморіал пам'яті загиблих бійців АТО.
Без батька залишився син.

## Нагороди
За особисту мужність, сумлінне та бездоганне служіння Українському народові, зразкове виконання військового обов'язку відзначений — нагороджений
- 15 вересня 2015 року — орденом «За мужність» III ступеня (посмертно).